# Préfecture de Chiba
La préfecture de Chiba (千葉県, Chiba-ken) est une préfecture du Japon, située dans la région du Kantō et ayant pour capitale la ville de Chiba.

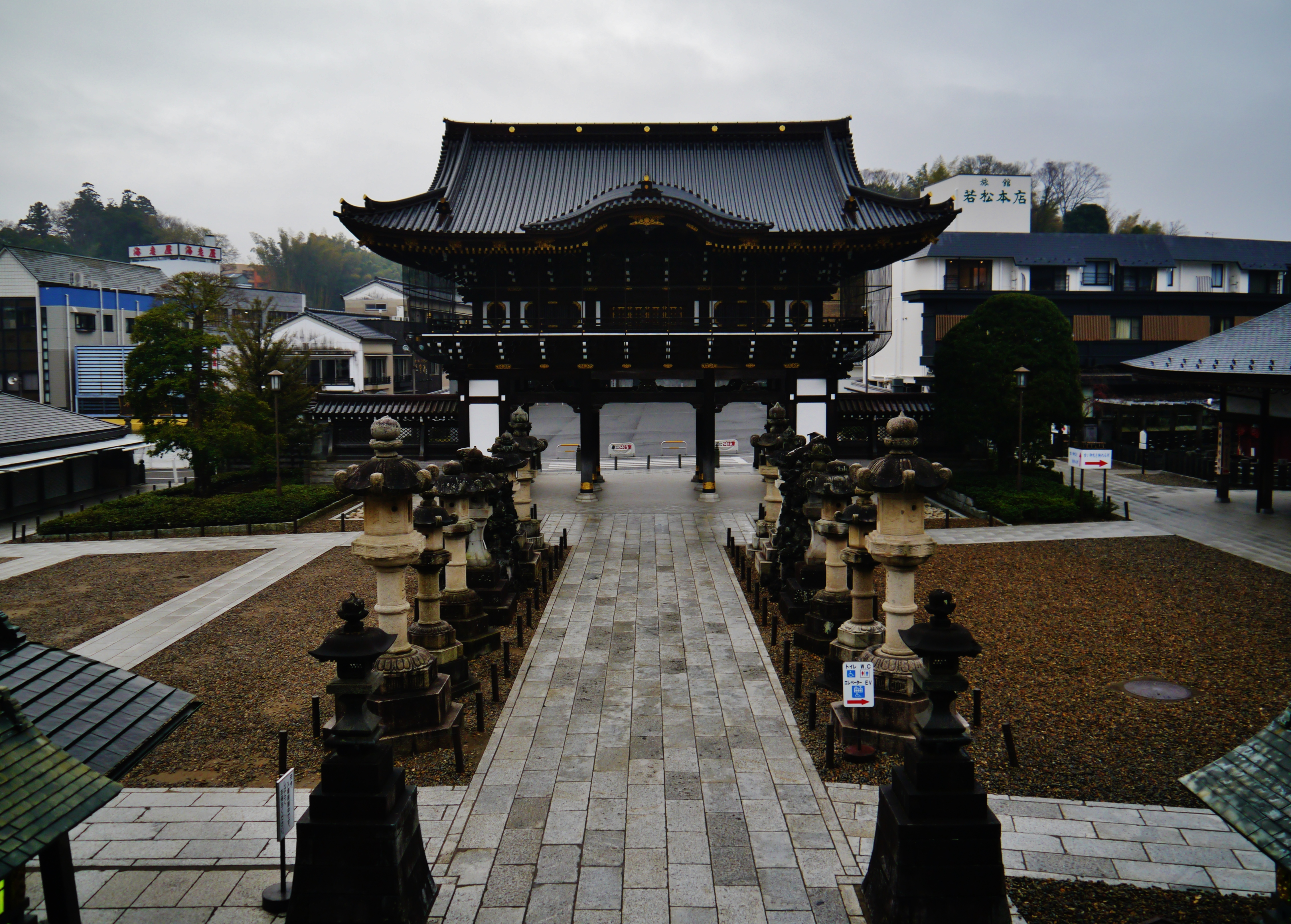
Porte principale du temple Shinsho, Narita, préfecture de Chiba, région de Kanto, Japon

## Géographie
La préfecture de Chiba est située au centre-est de l'île de Honshū, sur l'océan Pacifique, au Japon. Sa population est de 6 216 419 habitants (en 2011). La préfecture est divisée en trente-sept villes et six districts. La capitale de la préfecture de Chiba est la ville de Chiba, qui est subdivisée en six arrondissements. La préfecture de Chiba est bordée des préfectures d'Ibaraki au nord, Tokyo et Saitama à l'ouest. La majeure partie de la préfecture de Chiba se situe sur la péninsule de Bōsō, une région montagneuse et importante dans la culture du riz. Le nord-ouest, plus peuplé, fait partie de la plaine du Kantō, qui s'étend dans la majeure partie de la région du Kantō.

### Villes
La préfecture de Chiba comprend trente-sept villes. Sa capitale, la ville de Chiba est divisée en six arrondissements.
| - Abiko - Asahi - Chiba - Chūō-ku - Hanamigawa-ku - Inage-ku - Midori-ku - Mihama-ku - Wakaba-ku - Chōshi - Funabashi - Futtsu - Ichihara - Ichikawa | - Inzai - Isumi - Kamagaya - Kamogawa - Kashiwa - Katori - Katsuura - Kimitsu - Kisarazu - Matsudo - Minamibōsō - Mobara - Nagareyama - Narashino | - Narita - Noda - Ōamishirasato - Sakura - Sanmu - Shiroi - Sodegaura - Sōsa - Tateyama - Tomisato - Tōgane - Urayasu - Yachimata - Yachiyo - Yotsukaidō |

### Districts

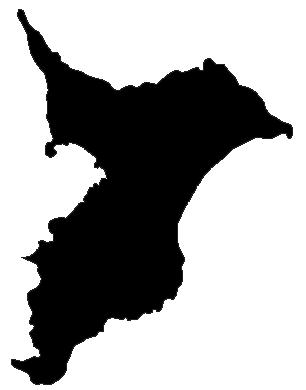

La préfecture de Chiba comprend six districts, ainsi que seize bourgs et un village.
| - District d'Awa - Kyonan - District de Chōsei - Chōnan - Chōsei (village) - Ichinomiya - Mutsuzawa - Nagara - Shirako | - District d'Inba - Sakae - Shisui - District d'Isumi - Onjuku - Ōtaki | - District de Katori - Kōzaki - Tako - Tōnoshō - District de Sanbu - Kujūkuri - Shibayama - Yokoshibahikari |

## Économie
Cette préfecture fait partie du Grand Tokyo à l'intérieur de la mégalopole japonaise, la plus grande zone industrielle du Japon. Elle abrite l'aéroport international de Narita.
Les entreprises originaires de Chiba sont multiples, par exemple les entreprises Kikkoman, AEON, Oriental Land Company, Yamasa, Jetstar Japan, Etc. 
La préfecture de Chiba cultive et récolte des arachides, des choux , des oignons, des épinards, des poires, etc.
Une grande part de l'économie est basé sur la pêche. La préfecture est d'ailleurs connu pour ses ports : Chōshi, Ohara et Katūra. Les ports de Chiba, Kisarazu et Tateyama, sont pour leur part des ports industriels.

## Tourisme
En bordure de la ville de Tokyo, sur les rives de la baie éponyme on trouve les parcs de Tokyo Disneyland et Tokyo DisneySea (complexe de Tokyo Disney Resort). C'est la dixième destination touristique de Tokyo et le parc Tokyo Disneyland est le premier parc à thème Disney ouvert en dehors des États-Unis.
La préfecture abrite également le parc naturel préfectoral de Takagoyama.

## Histoire
La préfecture de Chiba a été fondée le 15 juin 1873 par la fusion des préfectures de Kisarazu et Inba. Historiquement, la préfecture recouvre les provinces féodales de Kazusa, Shimōsa et Awa. Le regroupement de ces trois provinces s'appelait à l'époque Bōsō.

## Jumelages
La préfecture de Chiba est jumelée avec les municipalités suivantes :
- Wisconsin (États-Unis) depuis le 21 mai 1990 ;
- Pará (Brésil) depuis le 5 novembre 1979.